# Sobre Escaramuças
Sobre Escaramuças (em grego: Περὶ Παραδρομῆς; romaniz.: Peri Paradromēs), convencionalmente referido como Sobre a Guerra de Escaramuça (em latim: De velitatione bellica) é um tratado militar bizantino sobre escaramuças e guerras fronteiriça do tipo guerrilha, composto ca. 970.

## Contexto histórico
Em meados do século VII, o Império Bizantino perdeu muitos de seus territórios no Oriente para as conquistas muçulmanas. Após a repulsão de dois cercos árabes de Constantinopla, a capital imperial, a situação foi estabilizada, e a fronteira entre o Império Bizantino e o Califado Muçulmano foi estabelecida ao longo dos montes Tauro definindo o canto oriental da Ásia Menor. Pelos séculos seguintes a guerra assumiu o padrão de raides maiores ou menores e contra-raides através desta fronteira. Para os árabes, estes raides (razias) foram realizados como parte de sua obrigação religiosa contra seu maior inimigo infiel, e assumiram um caráter quase ritualizado. Os bizantinos permaneceram geralmente na defensiva, organizando a Ásia Menor em províncias civil-militares combinadas chamadas temas. Na fronteira montanhosa, pequenos distritos, as clisuras ("gabinetes, desfiladeiros") foram estabelecidos.
Do final do século IX, contudo, a fratura do mundo islâmico e o aumente da força do Império Bizantino causou uma mudança na balança do poder, com campanhas bizantinas penetrando na Cilícia, Armênia, Jazira (Mesopotâmia Superior) e norte da Síria. O último grande inimigo a enfrentar os bizantinos na região foi o hamadânida emir de Alepo Ceife Adaulá. Por dez anos, de 944 a 955, ele conduziu raides na Ásia Menor, infligindo várias derrotas pesadas aos bizantinos no processo. Na década seguinte, contudo, a situação foi revertida, com os irmãos Leão e Nicéforo Focas (logo proclamado imperador como Nicéforo II) infligiu várias derrotas em suas forças e conseguiu invadir e ocupar o norte da Síria no final da década de 960.

## Livro

### Objetivo e autoria
O Sobre Escaramuças foi composto como um tratado sobre este tipo de luta fronteiriça, mas ironicamente num tempo quando este tipo de guerra tornou-se obsoleto, devido aos sucessos bizantinos. O autor estava consciente disso, e nota no começo do trabalho que o poder muçulmano havia sido "grandemente reduzido", e que suas instruções poderiam "não encontrar aplicação nas regiões orientais no presente momento", mas que eles estariam "prontamente disponíveis" caso a necessidade para eles emergisse no futuro. O Sobre Escaramuças é assim um trabalho retroativo, único entre os tratados contemporâneos, dedicado a codificação e preservando a experiência adquirida durante os séculos anteriores.
Embora o trabalho foi atribuído a Nicéforo Focas, o autor real é desconhecido. Foi certamente um oficial experiente de alta patente, próximo da família Focas, cujos principais membros ele louva por sua proeza marcial. Uma vez que muitos dos eventos usados para ilustrar táticas no Sobre Escaramuças foram na verdade realizados sob Leão Focas, George Dennis considera-o como o provável autor, ou ao menos o a mão guia por trás da composição do livro.

### Capítulos
O livro é dividido em 25 capítulos:
- Capítulo I - Vigiar postos. Quão longe eles estar um do outro;
- Capítulo II - Vigiar pontos em estradas, e espiões;
- Capítulo III - Movimentos do inimigo. Ocupando terreno difícil antecipadamente;
- Capítulo IV - Fazendo ataques inesperados ao inimigo. Confrontando o inimigo quando eles estão retornando para seu próprio país;
- Capítulo V - Controlando a água nos passos antes do tempo;
- Capítulo VI - táticas de escaramuça em raides únicos e estimando o número de homens em um;
- Capítulo VII - A reunião e movimento do exército. Fazendo uso de mercadores para partir e espiar;
- Capítulo VIII - Encobrindo-se e seguindo um exército;
- Capítulo IX - Movimento de grupos de raides e seguindo-os;
- Capítulo X - Quando os grupos de raides separam-se das tropas acompanhando atrás;
- Capítulo XI - Estacionando a infantaria em ambos os lados em desfiladeiros;
- Capítulo XII - Um ataque surpresa pelo inimigo diante de forças romanas pode ser mobilizado;
- Capítulo XIII - Preparando uma emboscada para os assim chamados mensuradores perto de seu acampamento;
- Capítulo XIV - Retirando a cavalaria da infantaria quando estão marchando juntos;
- Capítulo XV - Segurança;
- Capítulo XVI - Separando do trem de bagagem;
- Capítulo XVII - Quando o inimigo cavalga em nosso país com uma grande força. Preparando uma emboscada;
- Capítulo XVIII - Quando é necessário para o general escaramuçar contra o inimigo de dois lados;
- Capítulo XIX - A condição do exército. Seu armamento e treino;
- Capítulo XX - Enquanto o inimigo demora em nosso país nosso exército pode invadir o deles;
- Capítulo XXI - O cerco duma cidade fortificada;
- Capítulo XXII - Separação de metade ou um terço do exército inimigo;
- Capítulo XIII - Retirada do inimigo e ocupação de passos montanhosos;
- Capítulo XXIV - Lutando à noite;
- Capítulo XXV - Outro método de ocupar a estrada e tornando a descida difícil.

### Análise
O tratado dá ênfase ao bom reconhecimento, o uso e controle das características do terreno, a vontade de conseguir surpreender o inimigo e a anulação de batalhas campais até as forças bizantinos estiverem mobilizas e serem capazes de escolher o tempo e local apropriado para seu ataque. Várias opções são apresentadas, dependendo do tamanho da força disponível bem como o tamanho e composição das forças inimigas.
O Tratado é também interessante por revelar o fervor cristão militante do período, particularmente exposto pelo ascético Nicéforo Focas, e por ilustrar, especialmente no Capítulo XIX, a atitude desdenhosa de seu autor, claramente um membro da aristocracia militar provincial, à burocracia constantinopolitana e seus agentes nas províncias.

### Edições
O texto grego original está preservado em três manuscritos do século XI, cópias de segunda ou terceira mão do tratado original. Dois deles estão em Roma, e o terceiro, a única versão completa, no Mosteiro e Sítio do Escorial.
- O texto foi publicado pela primeira vez, sob seu título moderno e baseado em quatro cópias do século XVI, junto com a história de Leão, o Diácono, por Carl Benedict Hase em Paris em 1819 e reimpresso em 1828;[13]
- Uma nova edição, baseada nos manuscritos do século XI, com tradução em inglês, foi publicada por George T. Dennis em 1985: Dennis, George T. (1985). Três Tratados Militares Bizantinos. Washington, Distrito de Colúmbia: Dumbarton Oaks. pp. 137–239. ISBN 0-88402-140-8;
- Uma edição francesa foi publicada em 1986, com uma tradução em francês por Gilbert Dagron: Dagron, Gilbert; Mihaescu, Haralambie (1986). O Tratado sobre a Guerrilha (De velitatione) do Imperador Nicéforo Focas (963–969) [Le Traité sur la Guérilla (De velitatione) de l'Empereur Nicéphore Phocas (963–969)]. Paris, França: CNRS. ISBN 2-222-03838-3.